# The Pacific Age
The Pacific Age è il settimo album in studio del gruppo di musica elettronica britannico Orchestral Manoeuvres in the Dark, pubblicato nel 1986.

## Tracce
Side 1
1. Stay (The Black Rose and the Universal Wheel) – 4:22
2. (Forever) Live and Die – 3:38
3. The Pacific Age – 3:59
4. The Dead Girls – 4:48
5. Shame – 4:15

Side 2
1. Southern – 3:41
2. Flame of Hope – 2:40
3. Goddess of Love – 4:30
4. We Love You – 4:10
5. Watch Us Fall – 4:11